# Ghukas Poghosyan
Ghukas Poghosyan (tiếng Armenia: Ղուկաս Պողոսյան; sinh 6 tháng 2 năm 1994) là một cầu thủ bóng đá Armenia who is hiện tại thi đấu cùng với Gorodeya.

## Sự nghiệp

### Câu lạc bộ
Ngày 31 tháng 5 năm 2016, Poghosyan ký bản hợp đồng 2 năm cùng với FC Shirak. Năm 2017 anh được chuyển đến FC Banants.

### Quốc tế
Poghosyan từng thi đấu mộ trận cho đội tuyển quốc gia Armenia, vào sân từ ghế dự bị trong thất bại 0–2 trước Serbia ngày 28 tháng 2 năm 2012.